# Cynorta peninsulana
Cynorta peninsulana is een hooiwagen uit de familie Cosmetidae.